# Stoffel Vandoorne
Stoffel Vandoorne (* 26. března 1992 Kortrijk) je belgický automobilový závodní jezdec, který v sezónách 2017 a 2018 jezdil za stáj McLaren ve Formuli 1. Od roku 2019 působí jako jezdec ve Formuli E.

## Formule 1
V roce 2013 se Vandoore připojil k juniorskému programu týmu McLaren. V sezóně 2014 byl rezervním jezdcem týmu McLaren.

### McLaren (2016-2018)

#### 2016
Jeho první závod ve Formuli 1 byl jako náhradník za Fernanda Alonsa, který kolidoval při Velké ceně Austrálie s Estebanem Gutiérrezem. Před tímto prvním závodem se kvalifikoval na 12. místě a v samotném závodě skončil na 10. místě před Jensonem Buttonem a stal se rezervním jezdcem, který získal body při prvním závodě. Toto se naposledy povedlo Sebastianovi Vettelovi v roce 2007 při Velké ceně USA.

#### 2017
Dne 3. září 2016 před Velkou cenou Itálie stáj McLaren oznámila, že Jenson Button v roce 2017 nebude závodit a Stoffel Vandoorne ho ve stáji nahradí a tím se jeho týmovým kolegou stane Fernando Alonso. Na body dosáhl pouze v Maďarsku, Singapuru a Malajsii. Nízká spolehlivost vozu způsobila několik odstoupení. Dne 23. srpna 2017 bylo oznámeno, že bude ve stáji McLaren závodit i v sezóně 2018. V sezóně získal 13 bodů a skončil na 16. místě.

#### 2018
V prvním závodě v Austrálii Vandoorne skočil na devátém místě. Body získal také ve Velké ceně Bahrajnu a ve Velké ceně Ázerbájdžánu. Avšak po úspěšném začátku přišla řada závodu bez zisku jediného bodu. To přerušila až Velká cena Mexika, kde skončil na osmém místě. Po Velké ceně Itálie bylo oznámeno, že Vandoorne po skončení sezóny z týmu odejde.  V sezóně získal 12 bodů a skončil na 16. místě.

#### 2020
V roce 2020 byl rezervním jezdcem pro tým Mercedes AMG Petronas F1 Team, v letech 2021 a 2022 fungoval jako rezervní jezdec pro Mercedes F1, Aston Martin a McLaren. Od roku 2023 pak fungoval jako rezervní jezdec pro Aston Martin a McLaren.

## Formule E

### HWA Racelab (2018/19)
Dne 15. října 2018 bylo oznámeno, že se pro sezónu 2018/19 Vandoore připojí k týmu HWA Racelab. Jeho týmovým kolegou se stal Gary Paffett. První závod v Ad Diriyah se konal tři týdny po skončení sezóny Formule 1. Jeho nejlepším umístěním bylo třetí místo při EPrix Říma. Celkově získal 35 bodů a obsadil 16. místo.

### Mercedes-Benz EQ Formula E Team (2019/20)
Dne 11. září 2019 bylo oznámeno, že v sezóně 2019/20 bude jezdit za nový tým Mercedes-Benz EQ Formula E Team po boku Nycka de Vriese. V úvodním dvojzávodě sezóny, který se konal v Ad Diriyah obsadil v obou závodech třetí místo. Ve třetím závodě v Santiagu se po startu z devátého místa propracoval až na šestou pozici. Po tomto závodě se posunul na první pozici celkového pořadí. V dalších dvou závodech v Mexiku a Marrakéši nebodoval a ztratil první pozici celkového pořadí. V posledních šesti závodech, které se konaly v Berlíně, dokázal ve čtyřech závodech bodovat a jeden z nich i vyhrát. V sezóně skončil celkem na 2. místě.

## Kompletní výsledky
| Legenda k tabulce | Legenda k tabulce                                                                       |
| Barva             | Výsledek                                                                                |
| ----------------- | --------------------------------------------------------------------------------------- |
| Zlatá             | Vítěz                                                                                   |
| Stříbrná          | 2. místo                                                                                |
| Bronzová          | 3. místo                                                                                |
| Zelená            | Bodované umístění                                                                       |
| Modrá             | Nebodované umístění                                                                     |
| Modrá             | Dokončil neklasifikován (NC)                                                            |
| Fialová           | Odstoupil (Ret)                                                                         |
| Červená           | Nekvalifikoval se (DNQ)                                                                 |
| Červená           | Nepředkvalifikoval se (DNPQ)                                                            |
| Černá             | Diskvalifikován (DSQ)                                                                   |
| Bílá              | Nestartoval (DNS)                                                                       |
| Bílá              | Závod zrušen (C)                                                                        |
| Světle modrá      | Pouze trénoval (PO)                                                                     |
| Světle modrá      | Páteční testovací jezdec (TD)                                                           |
| Bez barvy         | Netrénoval (DNP)                                                                        |
| Bez barvy         | Vyřazen (EX)                                                                            |
| Bez barvy         | Nepřijel (DNA)                                                                          |
| Bez barvy         | Odvolal účast (WD)                                                                      |
| Bez barvy         | Nezúčastnil se (prázdné)                                                                |
| Označení          | Význam                                                                                  |
| Tučnost           | Pole position                                                                           |
| Kurzíva           | Nejrychlejší kolo                                                                       |
| †                 | Jezdec nedojel do cíle, ale byl klasifikován, protože odjel více než 90 % délky závodu. |
| ‡                 | Byl udělován poloviční počet bodů, protože bylo odjeto méně než 75 % délky závodu.      |
| Horní index       | Umístění bodujících jezdců ve sprintu                                                   |

### Formule 1
| Rok  | Tým             | Šasi           | Motor               | 1      | 2       | 3       | 4      | 5       | 6       | 7      | 8      | 9       | 10     | 11     | 12      | 13      | 14     | 15     | 16     | 17     | 18     | 19      | 20     | 21     | Body | Umístění  |
| ---- | --------------- | -------------- | ------------------- | ------ | ------- | ------- | ------ | ------- | ------- | ------ | ------ | ------- | ------ | ------ | ------- | ------- | ------ | ------ | ------ | ------ | ------ | ------- | ------ | ------ | ---- | --------- |
| 2016 | McLaren Honda   | McLaren MP4-31 | Honda RA616H 1.6 V6 | AUS    | BHR 10  | CHN     | RUS    | ESP     | MON     | CAN    | EUR    | AUT     | GBR    | HUN    | GER     | BEL     | ITA    | SIN    | MAL    | JPN    | USA    | MEX     | BRA    | ABU    | 1    | 20. místo |
| 2017 | McLaren Honda   | McLaren MCL32  | Honda RA617H 1.6 V6 | AUS 13 | CHN Ret | BHR DNS | RUS 14 | ESP Ret | MON Ret | CAN 14 | AZE 12 | AUT 12  | GBR 11 | HUN 10 | BEL 14  | ITA Ret | SIN 7  | MAL 7  | JPN 14 | USA 12 | MEX 12 | BRA Ret | ABU 12 |        | 13   | 16. místo |
| 2018 | McLaren F1 Team | McLaren MCL33  | Renault R.E.18      | AUS 9  | BAH 8   | CHN 13  | AZE 9  | ESP Ret | MON 14  | CAN 16 | FRA 12 | AUT 15† | GBR 11 | GER 13 | HUN Ret | BEL 15  | ITA 12 | SIN 12 | RUS 16 | JPN 15 | USA 11 | MEX 8   | BRA 15 | ABU 14 | 12   | 16. místo |

### Formule E
| Rok     | Tým                             | Šasi           | Pohonná jednotka                 | 1      | 2       | 3       | 4      | 5       | 6       | 7     | 8       | 9      | 10    | 11     | 12     | 13    | Body | Umístění  |
| ------- | ------------------------------- | -------------- | -------------------------------- | ------ | ------- | ------- | ------ | ------- | ------- | ----- | ------- | ------ | ----- | ------ | ------ | ----- | ---- | --------- |
| 2018–19 | HWA Racelab                     | Spark SRT05e   | Venturi VFE05                    | ADR 16 | MAR Ret | SAN Ret | MEX 18 | HKG Ret | SNY Ret | ROM 3 | PAR Ret | MON 9  | BER 5 | BRN 10 | NYC 13 | NYC 8 | 35   | 16. místo |
| 2019–20 | Mercedes-Benz EQ Formula E Team | Spark-Mercedes | Mercedes-Benz EQ Silver Arrow 01 | ADR 3  | ADR 3   | SAN 6   | MEX NC | MRK 15  | BER 6   | BER 5 | BER Ret | BER 12 | BER 9 | BER 1  |        |       | 87   | 2. místo  |